# Ojaq
Ojaq (turco ocaq) era il termine utile a indicare un'unità militare nelle forze armate ottomane.
Il significato di "famiglia" ben si legava allo spirito cameratesco espresso dalle unità militari. Quella ottomana per eccellenza era costituita dai Giannizzeri, talvolta ricordati come Ocāq-i Bekhtāshiyān a causa della loro adesione generalizzata alla confraternite islamiche della Bektashiyya, fondata da Hajji Bektash Veli.
Il nome era anche usato per indicare i contingenti ottomani di stanza in Egitto e in Nordafrica.